# Andrena kristina
Andrena kristina là một loài Hymenoptera trong họ Andrenidae. Loài này được Lanham mô tả khoa học năm 1983.